# DXMIEN
DXMIEN, vlastním jménem Petr Damien (* 30.  října 2000 Kyjov), je hudebník pocházející ze Svatobořic-Mistřína. Svoji tvorbu publikuje převážně na platformě Spotify, Apple Music a SoundCloud.

## Dětství a mládí
Dětství prožil ve Svatobořicích-Mistříně, v dospělosti se odstěhoval do Olomouce.

## Kariéra
V roce 2019 nahrál své první skladby na platformu soundcloud. Pozornost posluchačů si získal svým autentickým a syrovým zvukem.
V roce 2023 vydal album SCHIZOFRENIE VOL. I. Na tomto albu spolupracoval s dalšími interprety české undergroundové scény, jako jsou RADZYM, BLXSSKID a STRESPEZ.
V roce 2024 vydal s RADZYMEM a Blxsskidem skladbu UNDERDAWGS, umístili se na prvním místě v playlistu VIRAL 50 Česká Republika od Spotify.

## Diskografie

### Studiová alba
- 2021 – Ostnatý drát
- 2022 – Romantismus
- 2022 – Rehab
- 2023 – SHIZOFRENIE VOL. I
- 2024 – SHIZOFRENIE VOL. I DELUXE EDITION
- 2025 - Always a losing dog

### EP
- 2020 – KREV